# جاك كوين (رجل أعمال)
جاك كَوين (بالإنجليزية: Jack Cowin)‏ (مواليد 13 يوليو 1942) هو رجل أعمال كندي-أسترالي له دور طويل الأمد في سلاسل مطاعم الوجبات السريعة المرخصة في أستراليا وكندا. أحضر كَوين كنتاكي فرايد تشيكن إلى أستراليا، وأسّس ويمتلك Hungry Jack's، وهو امتياز برجر كنج في أستراليا، وسيطر في مراحل مختلفة على امتياز دومينوز بيتزا في أستراليا قبل إدراجه في عام 2005 في بورصة أستراليا.